# Código ISIN
ISIN, acrónimo de International Securities Identification Numbering system.
El código ISIN tiene como finalidad identificar de forma unívoca a un valor mobiliario internacionalmente. Se compone de 12 caracteres alfanuméricos con la siguiente estructura:
- Los dos primeros corresponden al código del país de la agencia de codificación que asigna el código según se trate de valores de renta fija, variable, ADRs, etc.
- Los siguientes nueve caracteres contienen el código nacional de identificación del valor en cada país. La estructura y tamaño de este código quedan al criterio de la agencia de codificación del país.
- El último carácter es un dígito de control.

En España la CNMV a través de la Agencia Nacional de Codificación asigna código ISIN a los siguientes productos:
- Acciones
- Derechos de suscripción y warrants
- Opciones financieras
- Futuros
- Participaciones en fondos de inversión
- Subyacentes
- Deuda pública
- Obligaciones, cédulas, bonos y participaciones hipotecarias emitidas por entidades públicas y privadas
- Pagarés de empresa

Pueden dirigirse a la Agencia Nacional de Codificación para solicitar la asignación de código ISIN:
- Entidades emisoras
- Bancos
- Cajas de ahorros
- Entidades de crédito
- Sociedades y agencias de valores
- Mercados de valores y de productos derivados
- Servicio de Compensación y Liquidación de Valores (SCLV)
- Instituciones de inversión colectiva.

El solicitante de asignación debe facilitar a la Agencia los datos y la documentación necesaria para que se pueda constatar la existencia de la emisión y la característica de valor codificable. Para consultar códigos de emisiones extranjeras basta con dirigir consulta a este mismo organismo.